# Pór-féle maoista összeesküvés
A Pór-féle maoista összeesküvés maoizmussal szimpatizáló fiatalok szerveződése volt, melyet Pór György bölcsészhallgató hozott létre Budapesten, az 1960-as évek közepén. A csoport a létező szocializmust baloldalról bírálta, többé-kevésbé nyílt propagandatevékenységet folytatott az államszocialista rendszer megreformálása, sőt megdöntése érdekében. Szervezőit az 1968. május–júniusban lezajlott „maoista per” során vonták felelősségre.

## Története
1964-ben Pór György orosz–történelem szakos egyetemista megismerkedett a szintén az ELTE bölcsészettudományi karán tanuló Bencze Sándorral, majd kialakítottak egy baráti kört, amelyben politikáról, művészetről, marxizmusról vitatkoztak, zenét hallgattak. Nagyrészt e társaság tagjaiból jött létre 1966-ban a KISZ keretein belül működő Vietnámi Szolidaritási bizottság, amely az USA intervenciójától sújtott Vietnám melletti támogatási akciókat szervezett, például „vietnámi vasárnapokat” rendeztek, társadalmi munkáért úgynevezett szolidaritási bélyegeket vettek, az 1966-os Budapesti Nemzetközi Vásár amerikai pavilonja előtt háborúellenes röplapokat szórtak szét, illetve az amerikai nagykövetség előtt tüntettek.
Ezeket az akciókat nagyrészt engedély nélkül szervezték meg, és végül oda vezettek, hogy az egyetemi KISZ-szervezet 1966 végén feloszlatta a Szolidaritási Bizottságot, vezetőit pedig frakciós tevékenység miatt kizárta az ifjúsági szervezetből. Pór Györgyöt Haraszti Miklóssal együtt, aki szintén aktív szerepet vállalt ezekben az akciókban, az egyetemről is kirúgták és rendőri felügyelet alá helyezték.
A szolidaritási akciókat, köztük a görögországi katonai puccs elleni engedély nélküli, 1967. május elsejei tüntetést egy 10–12 fős konspiratív csoport irányította, amely önmagát 1967. novemberi röplapján „Magyar Forradalmi Kommunisták Csoportja” néven nevezte meg. Kidolgoztak egy 36 pontból álló „Programfelhívást”, amelynek a 34. pontja szerint céljuk a „revizionista, burzsoá-bürokrata rendszer erőszakos megdöntése” és egy kínai típusú szocializmus megvalósítása Magyarországon.

## A „maoista per”
A csoport ellen 1967 őszén államvédelmi nyomozás indult röplapok terjesztése és pártkezdemény szervezésének szándéka miatt. Pór Györgyöt 1968. január 23-án, Bencze Sándort január 27-én őrizetbe vették, előzetesbe került még Simon Péter, a Közgazdaságtudományi Egyetem hallgatója, illetve Malgot István, a Képzőművészeti Főiskola szobrászhallgatója.
Az 1968 május–júniusában lezajlott „maoista perben” a vészjósló vád – „államrendet veszélyeztető összeesküvés” – ellenére viszonylag enyhe ítéletek születtek. A vádlottak közül csak háromnak kellett ténylegesen börtönbe vonulnia: Pór György két és fél év, Bencze Sándor két év, Simon Péter pedig nyolc hónap letöltendő börtönbüntetést kapott, amit ráadásul később harmadoltak. A többi vádlott: Malgot István, Dalos György, Révai Gábor (Révai József fia), Gáti Tibor és Gáspár Judit néhány hónapos börtönbüntetését három év próbaidőre felfüggesztette a bíróság.
A kevésbé látványos mellékbüntetések – az egyetemről való kizárások, állásvesztések és publikálási tilalmak – viszont sokak számára fájdalmasak voltak. Ezenfelül a Belügy többeket még évekig okkal, ok nélkül becitált és fenyegetett. Pór György a szabadulása után a folyamatos zaklatás elől 1975 májusában kivándorolt, magyar állampolgárságát elvesztette, és csak 1988-tól léphetett be újra Magyarországra.
Haraszti Miklós, aki több szálon kötődött a vád alá vont társasághoz, a perben sem vádlottként, sem tanúként nem szerepelt.

## Következmények
A per után a Pór-féle csoport megszűnt, a maoizmus mint eszmeáramlat a továbbiakban Magyarországon semmiféle érzékelhető hatást nem gyakorolt. A szétvert maoista csoport egyes tagjai folytatták – zömükben már 1968 nyarán és őszén búcsút intve a maoizmusnak – az agitációt a diákok között. Az elméleti hátteret immár a nyugati diákmozgalmak anarchizmusa, Che Guevara forradalmisága, a gyakorlati szintet pedig az egyetemi önigazgatás, és a munkásfiataloknak a felsőfokú oktatásba való bevonását elősegítő Studium generale mozgalom alkotta.
A kultúra területén a mozgalom tekintélyellenes vonásait örökítették át olyan csoportok, mint a Gerilla, a Monszun együttes; az amatőr kulturális csoportok, színjátszó körök, mint az Orfeo, később a Studió K.